# Peter Knorr
Peter Knorr (* 11. August 1939 in Salzburg), auch Pit Knorr, ist ein deutscher Satiriker, Autor sowie Synchronsprecher. Bekannt ist er vor allem als Mitbegründer der Satirezeitschrift Titanic, als Autor und Regisseur zahlreicher Funk- und Fernsehprogramme sowie durch seine langjährige Zusammenarbeit mit dem Komiker Otto Waalkes.

## Leben
Seine Jugend verbrachte Peter Knorr, Sohn des Ingenieurs Hans Knorr und der Lehrerin Charlotte Knorr, gemeinsam mit seinem Bruder Stefan in der Schwalm in Nordhessen. Nach dem Abitur 1959 an der Melanchthon-Schule im Steinatal studierte Knorr Geschichte, Politik und Germanistik an der Ruprecht-Karls-Universität Heidelberg. Während dieser Zeit wurde er Chefredakteur der Studentenzeitung „forum academicum“ und war mehrere Jahre Texter und Mitglied des Studentenkabaretts „Das Bügelbrett“, mit dem er 1962 und 1963 jeweils den 1. Preis des Berliner Kabarett-Festivals gewann.
Der Erfolg erlaubte es den Studenten, das Kabarett unter der Leitung von Hannelore Kaub zum Beruf zu machen und aus der Provinz nach West-Berlin überzusiedeln, wo Knorr nach seinem Staatsexamen 1966 als Geschäftsführer des Kabaretttheaters fungierte. 1969 wurde er Redakteur bei der Satirezeitschrift Pardon in Frankfurt am Main. Zusammen mit F.W. Bernstein, Bernd Eilert, Robert Gernhardt, Eckhard Henscheid, Chlodwig Poth, Hans Traxler und F.K. Waechter ist er Mitbegründer der Neuen Frankfurter Schule. 
Ab 1972 arbeitete Knorr als freier Autor für verschiedene öffentlich-rechtliche Hörfunk- und Fernsehanstalten, vorwiegend für den Hessischen Rundfunk (HR). 1974 entstand die „GEK-Gruppe“ (kurz für Gernhardt-Eilert-Knorr), die bis zu Gernhardts Tod 2006 als Autorenteam nicht nur die Texte für Otto Waalkes, sondern auch Radio und Fernsehcomedy-Serien wie Dr. Muffels Telebrause, Der Forellenhof – ein neuer Film zu alten Bildern, Südpolmädel, Dr. Seltsams Sonntagssortiment, Hörrohr klar zum Gefecht, Radio ABC und Help schrieb.
1979 gründete Knorr, zusammen mit Robert Gernhardt, Chlodwig Poth, Hans Traxler und F.K. Waechter die Satirezeitschrift Titanic. Erst 2006 beendete er seine Herausgeberschaft.
Knorr trat für den WDR von 1992 bis 2006 regelmäßig an Ostern bei einem Winzer in Alf an der Mosel mit einer Lesung seiner Texte auf und steht alljährlich im Dezember mit der Band „Die eiligen 3 Könige“ (Ali Neander, Markus Neumeier und Frank Wolff) mit dem satirischen Weihnachtsprogramm „Erna, der Baum nadelt!“ auf der Bühne.
Knorr wirkte auch als Sprecher in Computerspielen mit, so sprach er mehrere Charaktere in den ersten beiden Teilen der Gothic-Reihe oder die Rolle des Brann Bronzebart in World of Warcraft.
Knorr lebt in Frankfurt am Main.

## Werke
- Da geht’s lang – ein Fernkurs für Weggeschrittene, LP mit Robert Gernhardt 1979
- Birne. Das Buch zum Kanzler. Eine Fibel für das junge Gemüse und die sauberen Früchtchen in diesem unserem Lande. Zweitausendeins, Frankfurt a. M. 1983. (Illustration Hans Traxler)
- Der mächtige Max, Zürich 1984 (Illustration Hans Traxler)
- Mallorca – Insel der Inseln, Schöffling & Co. (2000), 112 Seiten, ISBN 978-3-895-61571-9
- Birnes letztes Abenteuer. Das Buch zum Skandal. Frankfurt 2000
- Pisa und die Volgen, Hörbuch von Gernhardt und Knorr, (Kein und Aber) 2007
- Die schärfsten Kritiker der Elche waren früher selber welche. Hörbuch bei LIDO.
- Mallorca – Insel der Inseln, Erweiterte Ausgabe, Hamburg 2011
- Erna, der Baum nadelt, Frankfurt 2014 (mit Bernd Eilert und Robert Gernhardt)
- Das Ungeheuer von Well Ness, Frankfurt 2014 (mit Bernd Eilert und Robert Gernhardt)
- Das Ungeheuer von Well Ness, Hörbuch Audio Verlag
- Es ist ein Has entsprungen, Frankfurt 2014 (mit Bernd Eilert und Robert Gernhardt)
- Toskana:Mallorca – Das Leseduell, Hörbuch von Gernhardt und Knorr, Frankfurt 2002
- World of Warcraft deutsche Stimme des Ingame-Charakters Brann Bronzebrat

## Herausgeberschaft
- Otto Waalkes: Das Buch Otto, Hamburg 1980
- Das Buch Titanic, Hamburg 1981
- Otto Waalkes: Das zweite Buch Otto, Hamburg 1984
- Das zweite Buch Titanic, Berlin 1988
- Otto Waalkes: Das Tennis-Buch Otto, Hamburg 1992
- Das dicke Buch Titanic, Berlin 1999
- Otto Waalkes: Otto – das Buch des Friesen, München 2002
- Otto Das Werk, Hamburg 2008
- Titanic – Das Erstbeste aus 30 Jahren, Berlin 2009

## Filmografie
- Otto – Der Film, 1985, Drehbuch
- Otto – Der neue Film, 1987, Drehbuch
- Otto – Der Außerfriesische, 1989, Drehbuch
- Otto – Der Liebesfilm, 1992, Drehbuch
- Otto – Die Serie, 1994, Drehbücher

(alle mit Otto Waalkes, Robert Gernhardt und Bernd Eilert)

## Sprechtätigkeiten (Auswahl)
- 2001: Gothic als Scatty, Balor, Harlok, Herek, Snaf u. a.
- 2002: Gothic II als Wasili, Sekob, Kurgan, Hokurn, Feros u. a.
- 2003: Gothic II: Die Nacht des Raben als Scatty, Lennar, Snaf, Greg, Bones u. a.
- 2005: World of Warcraft als Brann Bronzebart u. a.

## Auszeichnungen und Ehrungen
- Binding-Kulturpreis der Stadt Frankfurt am Main 2003
- Der Große Bär, Berliner Preis für Satire und verschärfte Kommunikation 2015
- Göttinger Elch, für „ein Lebenswerk satirischer Provenienz und/oder eine satirische Mehrfachbegabung“ 2018[1]